# Luke Donald
Luke Campbell Donald (Hemel Hempstead, 7 dicembre 1977) è un golfista britannico.

## Biografia
Nonostante il padre fosse scozzese, Luke Donald nacque ad Hemel Hempstead, nello Hertfordshire (pertanto si auto-definisce mezzo scozzese). Cominciò a giocare col fratello, che ben presto divenne il suo caddie. Cominciò subito a vincere i suoi primi tornei già dall'età di 15 anni. Frequentò in gioventù la Royal Grammar School (High Wycombe).
Presto migrò in America per studiare al College Prospects of America, sotto gli ordini del golfista Martin Laird. Si fece presto un nome, tanto che i maggiori college americani lo vollero in squadra in cambio di una borsa di studio. Venne accettato anche a Stanford, ma non riuscì ad entrarvi per problemi non legati al golf. "Ripiegò" dunque sulla Northwestern University nell'anno domini 1997, dove studiò arte, e dove entrò perfino in una confraternita. Sotto gli ordini del coach Pat Goss vinse il titolo singolare della NCAA Division I nel 1999, battendo il record appartenuto a Tiger Woods.
Il 29 maggio 2011, dopo la vittoria al BMW Pga Championship di Virginia Waters (all'ultimo colpo contro il connazionale Lee Westwood, anche lui in lizza per il primato mondiale oltre che per il Torneo), diventa il Numero 1 del Ranking mondiale per la prima volta in carriera.

## Vita privata
Nel 2007 a Santorini (Grecia) ha sposato Diane Antonopoulos: i due hanno due figlie, nate rispettivamente nel 2010 e nel 2011. Tra gli sponsor personali, la IMG (dal 2003), la RBC, la Mizuno Corp (con cui collabora anche come consulente tecnico per il golf) e Ralph Lauren (annunciata nel febbraio 2007, in realtà vestiva per loro nei tornei dal 2002).

## Vittorie professionali (17)

### PGA Tour vittorie (5)
| Legenda                      |
| World Golf Championships (1) |
| Altro PGA Tour (4)           |

| No. | Data             | Torneo                                       | Punteggio di vittoria | To par | Margine | Secondo/i                                 |
| --- | ---------------- | -------------------------------------------- | --------------------- | ------ | ------- | ----------------------------------------- |
| 1   | 4 novembre 2002  | Southern Farm Bureau Classic                 | 66-68-67=201*         | −15    | 1 colpo | Deane Pappas                              |
| 2   | 12 marzo 2006    | The Honda Classic                            | 72-67-68-69=276       | −12    | 2 colpi | Geoff Ogilvy                              |
| 3   | 27 febbraio 2011 | WGC-Accenture Match Play Championship        | 3 e 2                 | 3 e 2  | 3 e 2   | Martin Kaymer                             |
| 4   | 23 ottobre 2011  | Children's Miracle Network Hospitals Classic | 66-71-70-64=271       | −17    | 2 colpi | Justin Leonard                            |
| 5   | 18 marzo 2012    | Transitions Championship                     | 67-68-70-66=271       | −13    | Playoff | Bae Sang-moon, Jim Furyk, Robert Garrigus |

*Nota: La Southern Farm Bureau Classic del 2002 è stata accorciata a 54 buche a causa del tempo.
PGA Tour playoff record (1–2)
| No. | Anno | Torneo                   | Sfidante/i                                | Risultato                                           |
| --- | ---- | ------------------------ | ----------------------------------------- | --------------------------------------------------- |
| 1   | 2004 | Buick Invitational       | John Daly, Chris Riley                    | Daly ha vinto col tiro birdie alla prima buca extra |
| 2   | 2011 | The Heritage             | Brandt Snedeker                           | Perso col par alla terza buca extra                 |
| 3   | 2012 | Transitions Championship | Bae Sang-moon, Jim Furyk, Robert Garrigus | Vinto col tiro birdie allz prima buca extra         |

### European Tour wins (7)
| Legenda                      |
| World Golf Championships (1) |
| Flagship events (2)          |
| Altro European Tour (4)      |

| No. | Data             | Torneo                                | Punteggio di vittoria | To par | Margine | Secondo/i                |
| --- | ---------------- | ------------------------------------- | --------------------- | ------ | ------- | ------------------------ |
| 1   | 1 agosto 2004    | Scandinavian Masters                  | 69-65-69-69=272       | −16    | 5 colpi | Peter Hanson             |
| 2   | 5 settembre 2004 | Omega European Masters                | 67-67-65-66=265       | −19    | 5 colpi | Miguel Ángel Jiménez     |
| 3   | 30 maggio 2010   | Madrid Masters                        | 65-67-68-67=267       | −21    | 1 colpo | Rhys Davies              |
| 4   | 27 febbraio 2011 | WGC-Accenture Match Play Championship | 3 e 2                 | 3 e 2  | 3 e 2   | Martin Kaymer            |
| 5   | 29 maggio 2011   | BMW PGA Championship                  | 64-72-72-70=278       | −6     | Playoff | Lee Westwood             |
| 6   | 10 luglio 2011   | Barclays Scottish Open                | 67-67-63=197*         | −19    | 4 colpi | Fredrik Andersson Hed    |
| 7   | 27 maggio 2012   | BMW PGA Championship (2)              | 68-68-69-68=273       | −15    | 4 colpi | Paul Lawrie, Justin Rose |

*Nota: Il Barclays Scottish Open 2011 é stato accorciato a 54 buche a causa della pioggia.
European Tour playoff record (1–0)
| No. | Anno | Torneo               | Sfidante     | Risultato                                   |
| --- | ---- | -------------------- | ------------ | ------------------------------------------- |
| 1   | 2011 | BMW PGA Championship | Lee Westwood | Vinto col tiro birdie alla prima buca extra |

### Japan Golf Tour vittorie (2)
| No. | Data             | Torneo                        | Punteggio di vittoria | To par | Margine | Secondo          |
| --- | ---------------- | ----------------------------- | --------------------- | ------ | ------- | ---------------- |
| 1   | 18 novembre 2012 | Dunlop Phoenix Tournament     | 65-64-71-68=268       | −16    | 5 colpi | Hideki Matsuyama |
| 2   | 24 novembre 2013 | Dunlop Phoenix Tournament (2) | 73-66-65-66=270       | −14    | 6 colpi | Kim Hyung-sung   |

### Altre vittorie (4)
| Legenda                      |
| World Golf Championships (1) |
| Altre vittorie (3)           |

| No. | Data              | Torneo                                      | Punteggio di vittoria | To par | Margine | Secondo/i                                     |
| --- | ----------------- | ------------------------------------------- | --------------------- | ------ | ------- | --------------------------------------------- |
| 1   | 18 settembre 2000 | LaSalle Bank Chicago Open (come amatore)    | 68-68-69=205          | −8     | 6 colpi |                                               |
| 2   | 21 novembre 2004  | WGC-World Cup (with Paul Casey)             | 61-64-68-64=257       | −31    | 1 colpo | Spagna − Sergio García e Miguel Ángel Jiménez |
| 3   | 11 dicembre 2005  | Target World Challenge                      | 72-68-68-64=205       | −16    | 2 colpi | Darren Clarke                                 |
| 4   | 25 novembre 2007  | Gary Player Invitational (con Sally Little) | 72-70=142             | −2     | 1 colpo | Mark McNulty e Omar Sandys                    |

## World Golf Championships

### Vittorie (1)
| Anno | Campionato                            | 54 buche | Punteggio di vittoria | Margine | Secondo/i     |
| ---- | ------------------------------------- | -------- | --------------------- | ------- | ------------- |
| 2011 | WGC-Accenture Match Play Championship | n/a      | 3 e 2                 | 3 e 2   | Martin Kaymer |